# Idruro di antimonio
L'idruro di antimonio o stibina è il composto inorganico con formula SbH3. È il principale idruro covalente dell'antimonio ed è l'analogo più pesante di ammoniaca e fosfina. In condizioni normali è un gas incolore con un odore disgustoso simile a quello del solfuro di idrogeno (uova marce). È un gas estremamente tossico.

## Storia
La stibina fu preparata per la prima volta indipendentemente da Lewis Thompson e Christoph Heinrich Pfaff nel 1837. Occorse però molto tempo prima che le proprietà di questa sostanza tossica fossero determinate. Nel 1876 Francis Jones esaminò vari metodi di preparazione, ma solo a partire dail 1901 Alfred Stock riuscì a determinare varie proprietà della stibina.

## Struttura molecolare e configurazione elettronica
SbH3 è un composto molecolare; la struttura della molecola è piramidale, analogamente all'ammoniaca. Gli angoli di legame Sb–H sono di 91,6° e le distanze Sb–H sono di 170.4 pm.

## Sintesi
SbH3 è in genere preparato facendo reagire composti di Sb3+ con generatori di ioni H–:
{\displaystyle {\ce {2Sb2O3 + 3LiAlH4 -> 4SbH3 + 3/2 Li2O + 3/2 Al2O3}}}
{\displaystyle {\ce {4SbCl3 + 3NaBH4 -> 4SbH3 + 3NaCl + 3BCl3}}}
In alternativa si possono far reagire composti di Sb3– con reagenti protonici (come l'acqua stessa):
{\displaystyle {\ce {Na3Sb + 3H2O -> SbH3 + 3NaOH}}}

## Reattività
Le proprietà chimiche di SbH3 assomigliano a quelle dell'arsina (AsH3): Analogamente a tipici idruri pesanti come AsH3, H2Te e SnH4, anche SbH3 è instabile rispetto alla dissociazione negli elementi costituenti. Il gas si decompone lentamente a temperatura ambiente, e più rapidamente a 200 °C:
{\displaystyle {\ce {2SbH3 -> 3H2 + 2Sb}}}
La decomposizione è autocatalitica e può essere esplosiva.
SbH3 è facilmente ossidato da ossigeno o anche dall'aria:
{\displaystyle {\ce {2SbH3 + 3O2 -> Sb2O3 + 3H2O}}}
SbH3 è meno basico di PH3 ma può essere protonato con superacidi:
{\displaystyle {\ce {SbH3 + HF + SbF5 -> [SbH4]+ [SbF6]-}}}
Con basi molto forti SbH3 può anche essere deprotonato:
{\displaystyle {\ce {SbH3 + NaNH2 -> NaSbH2 + NH3}}}

## Usi
SbH3 di elevata purezza è usato nell'industria dei semiconduttori per drogare il silicio con il processo di deposizione chimica da vapore.

## Tossicità / Indicazioni di sicurezza
SbH3 è un gas molto infiammabile e altamente tossico, ma è così instabile che è difficile trovarlo al di fuori dei laboratori. La stibina va utilizzata con grande cautela, con adeguati indumenti protettivi e maschera, lontano da fiamme libere e scintille. Può causare una grave reazione allergica respiratoria. Per contatto cutaneo o inalazione può provocare la morte. Sintomi di sovraesposizione includono mal di testa, debolezza, nausea, dolore addominale, dolore lombare, ittero, e irritazione dei polmoni. La stibina ha un'azione emolitica e danneggia il sangue, il fegato, i reni e il sistema nervoso centrale.